# رولاتيني
رولاتيني Rollatini هو طبق طعام من ايطاليا (يُسمى رولاتيني دي ميلانزين في فو إيطالي، رولاتيني ليست كلمة إيطالية فعلية، حيث يُعرف الطبق في إيطاليا باسم Involtini (على سبيل المثال، involtini di melanzane)
) يُصنع عادة من شرائح رقيقة من الباذنجان، والتي يتم غمرها في دقيق القمح وتغطى بجبن الريكوتا وأحياناً بأنواع أخرى من الجبن والتوابل، ثم لفها وخبزها. بالإضافة الى ذلك، يمكن ايضا استخدام شرائح من لحم العجل أو الدجاج أو السمك بدلاً من شرائح الباذنجان.